# Creu de terme de Cal Dejú
La Creu de terme de Cal Dejú és un monument que forma part de l'Inventari del Patrimoni Arquitectònic Català de la vila de Cardona (Bages).
La podem trobar a la vora de la carretera de Cardona a Berga, agafant el camí de Serrateix, a tocar de la casa de Cal Dejú.

## Descripció
És una creu de terme composta d'una base de pedra hexagonal, sense decoració, que suporta una creu de ferro, aparentment de braços cilíndrics amb extrems decorats. Ubicada a la façana sud de la casa, prop la carretera que porta a Navel.